# Шуберт, Рихард фон
Рихард Луи Теодор фон Шуберт (19 апреля 1850, Ютросин — 13 мая 1933, Марбург) — немецкий военачальник, Генерал-оберст . Командующий 7-й и 8-й армиями Германской имперской армии во время Первой мировой войны.

## Биография
Сын помещика.
Добровольцем вступил в 7-й сапёрский батальон Прусской армии в 1867 году, с 1868 года служил в артиллерии.
Участник франко-прусской войны 1870—1871 годов. В 1875—1878 годах обучался в прусской военной академии в Берлине. С 1879 по 1891 год служил в Генеральном штабе. В 1894 году переведен в качестве начальника штаба во II армейский корпус под командованием Германа фон Бломберга. Два года спустя назначен командиром 2 — го Баденского полка полевой артиллерии № 30. С 1895 года — командир 30-го полка полевой артиллерии, с июля 1899 года — генерал-майор, командовал 16 — ой, а затем 33 — ей бригадой полевой артиллерии в чине генерал-лейтенанта, с 1902 года − командир 39-й дивизии. С 1904 г. — начальник штаба II армейского корпуса. С 1906 года — комендант Федеральной крепости Ульм. С 1907 г. — Генерал артиллерии, назначен инспектором полевой артиллерии, с 1911 г. — в запасе.
После начала Первой мировой войны 2 августа 1914 года был назначен командиром XIV резервного корпуса в составе 7 — й армии Германской империи. Участвовал в операциях на Западном фронте, битве при Мюльхаузене (1914) и Лотарингской операции. В сентябре 1914 года Шуберт был отправлен на Восточный фронт, где взял на себя командование 8-й армией преемником Пауля фон Гинденбурга. После Мазурского сражения (1914) против 1-й армии генерала П. К. Ренненкампфа, обладая большим численным превосходством, действовал нерешительно, подвергаясь многочисленным контратакам и опасаясь контрудара русских, приказал отступить. Кайзер узнав о том немедленно сменил Шуберта и передал командование 8-й армией Герману фон Франсуа.
В августе 1916 года сменил Йозиаса фон Хеерингена на посту командующего 7-й армии Германская империи. 27 января 1917 года был произведен в Генерал-оберсты, 11 марта 1917 года он был освобожден от командования и отправлен в отставку.

## Награды
- Железный крест 1-го класса (королевство Пруссия)
- Железный крест 2-го класса(королевство Пруссия)
- Орден «За военные заслуги» большой крест (1909, королевство Бавария)
- Орден Фридриха большой крест (1909, королевство Вюртемберг)
- Возведен в потомственное дворянство (1909)
- Орден Альбрехта большой крест (1910, королевство Саксония)
- Орден Pour le Mérite (1916, королевство Пруссия)
- Орден Чёрного орла (1917, королевство Пруссия)
- Орден Красного орла большой крест с мечами (1917, королевство Пруссия)